# Oxeoschistus euriphyle
Oxeoschistus euriphyle är en fjärilsart som beskrevs av Butler 1872. Oxeoschistus euriphyle ingår i släktet Oxeoschistus och familjen praktfjärilar. Inga underarter finns listade i Catalogue of Life.